# Saint-Clément-sur-Valsonne
Saint-Clément-sur-Valsonne – miejscowość i gmina we Francji, w regionie Owernia-Rodan-Alpy, w departamencie Rodan.
Według danych na rok 2007 gminę zamieszkiwały 682 osoby, a gęstość zaludnienia wynosiła 47 osób/km². Wśród 2880 gmin regionu Rodan-Alpy Saint-Clément-sur-Valsonne plasuje się na 799 miejscu pod względem powierzchni.